# Castillo del poeta Costache Conachi
La mansión del poeta Costache Conachi es un monumento histórico que se encuentra en el territorio del pueblo de Țigănești, en el municipio de Munteni. En la mansión de Țigănești nació, el 14 de septiembre de 1778, Costache Conachi, el poeta más representativo de Moldavia en el período de transición hacia la literatura moderna. Era el cuarto hijo del primer matrimonio del gobernador Manolache Conachi con Ileana, hija del tesorero Dinu Cantacuzino. En Țigănești, el poeta pasó gran parte de su vida, donde creó la mayoría de sus poemas eróticos, y también allí falleció el 4 de febrero de 1849. En Țigănești se colocó el 1 de diciembre de 1973 una placa conmemorativa con el siguiente texto: "En la mansión que estuvo en este lugar vivió el canciller Costache Conachi (1778-1849), precursor de la poesía moderna rumana".
Después de 1912, se construyen dos alas laterales. Tras el terremoto de 1940, se realizaron reparaciones en 1942. La mansión y la parte de la propiedad de Costache Conachi, ubicada en la margen izquierda del río Bârlad, fueron vendidas en 1881 a Tache Anastasiu, una figura política importante, prefecto del condado de Tecuci, y posteriormente diputado o senador liberal por los condados de Tutova, Tecuci y Covurlui. Mediante su testamento de 1897, Tache Anastasiu legó la propiedad de Țigănești, junto con otras propiedades, a la Academia Rumana.
Después de su muerte, ocurrida en el año 1900, la Academia Rumana fundó la "Fundación Dimitrie Tache Anastasiu", a través de la cual se abrió la Escuela de Agricultura de la Academia en la mansión de Țigănești. Hasta 1912, la mansión no experimentó modificaciones esenciales. Ese año, la Academia Rumana construyó las dos alas laterales, modificando también la fachada. Tras el terremoto de 1940, el edificio resultó dañado, pero la Academia lo reparó en 1942. En 1967, la Escuela de Agricultura de la Academia pasó a estar bajo la tutela del Ministerio de Agricultura, convirtiéndose en el "Centro Escolar Agrícola", que luego se transformó en el Liceo Agrícola Tecuci. Después de que el Liceo Agrícola se trasladara a la ciudad, el edificio se convirtió en la sede del IAS Tecuci y, desde 1974, quedó bajo la administración del Combinado Siderúrgico Galați. En 1999, la mansión fue transferida a la propiedad de SC Dunasi SA Galați, una empresa separada de Sidex.

## La puerta de la Mansión
La puerta de la mansión del poeta Costache Conachi también es un monumento histórico, con el código GL-II-m-B-03123. Las ruinas del arco de triunfo que se ven hoy en día representan una especie de puerta señorial diseñada en estilo gótico. Actualmente, se conserva la arcada principal, que tiene en la parte superior un arco ojival. Como ornamentos de estilo gótico, se pueden encontrar rosetones en estado fragmentario, así como diversos perfiles característicos de este estilo arquitectónico.

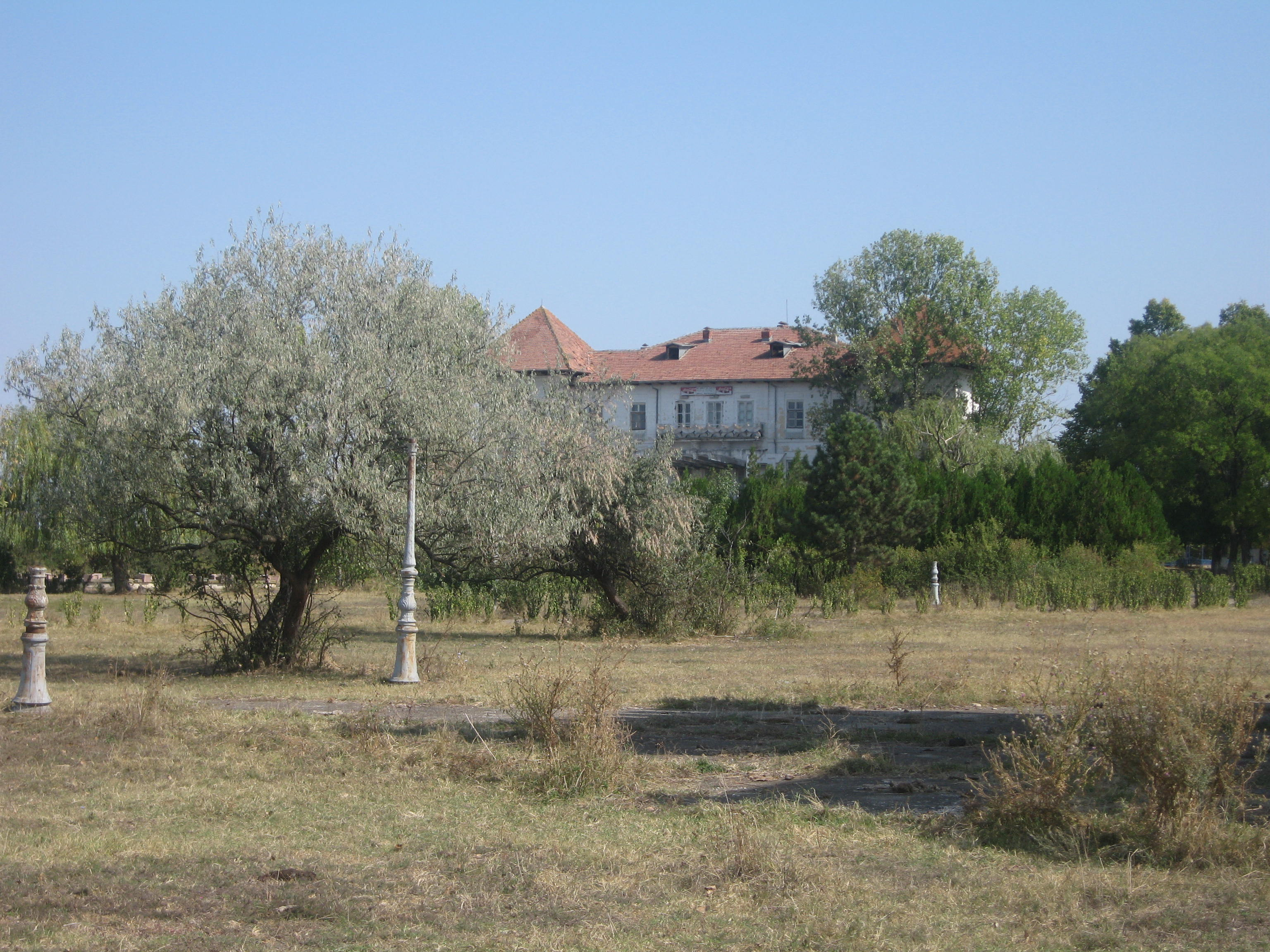
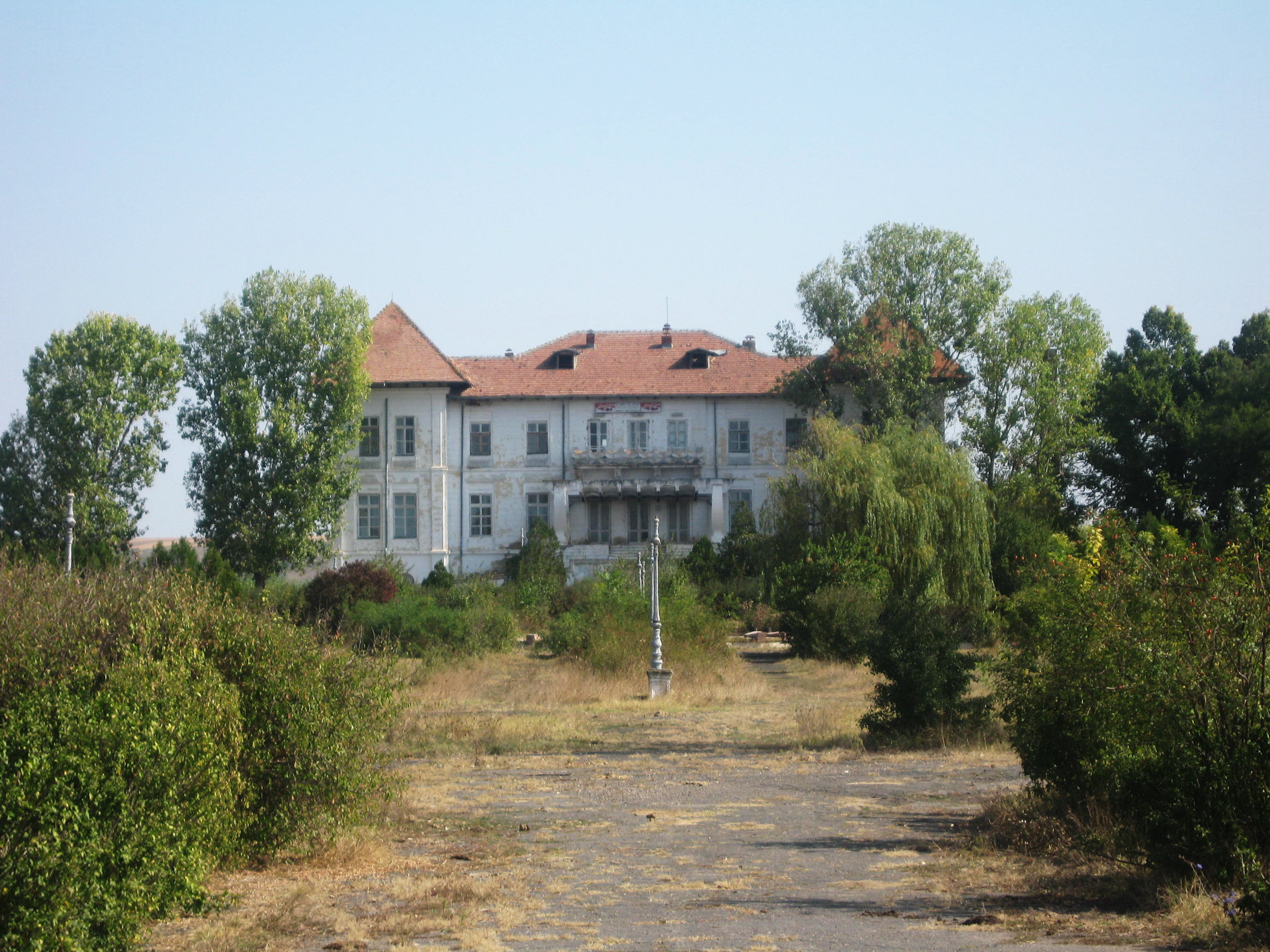
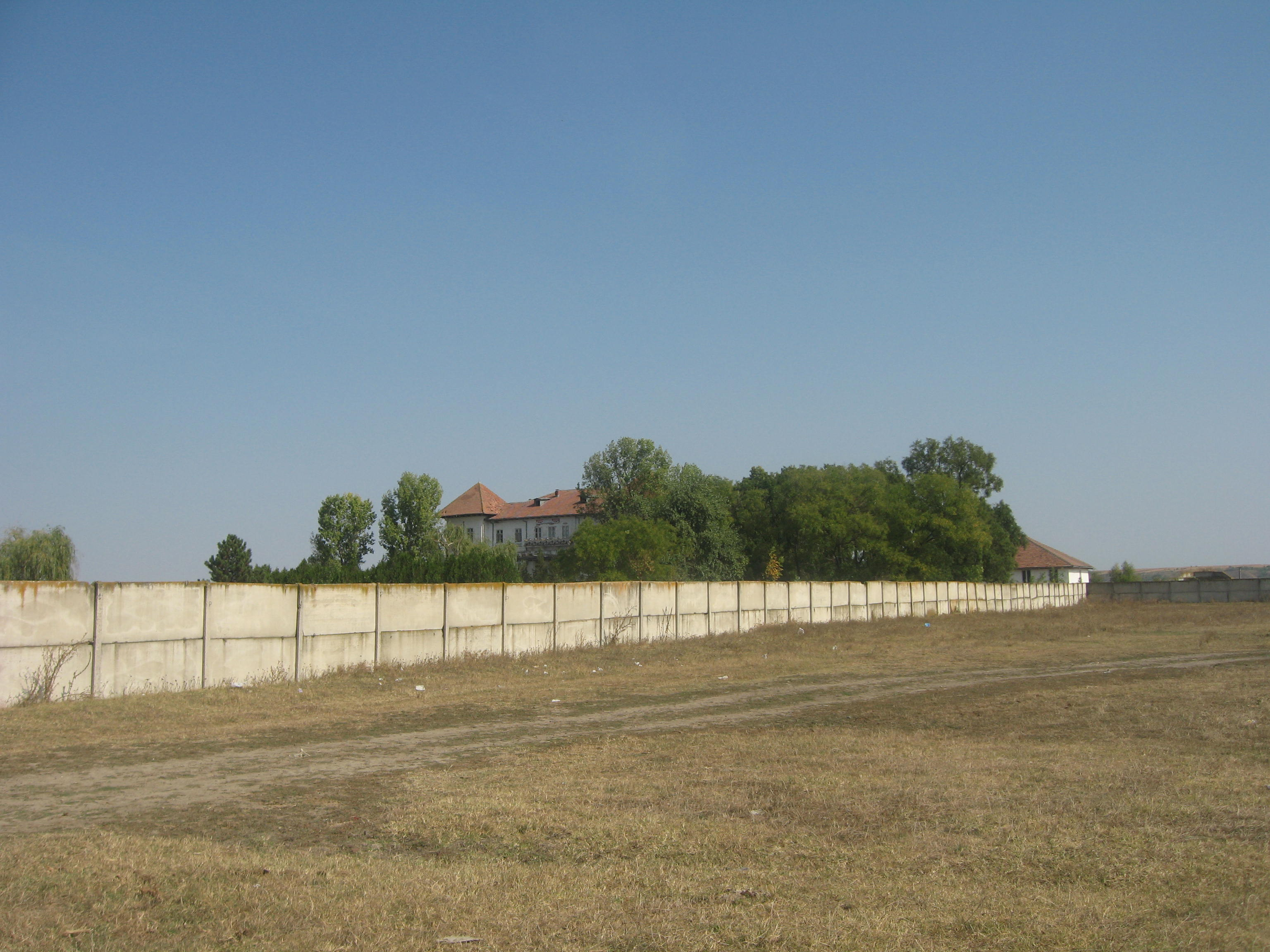
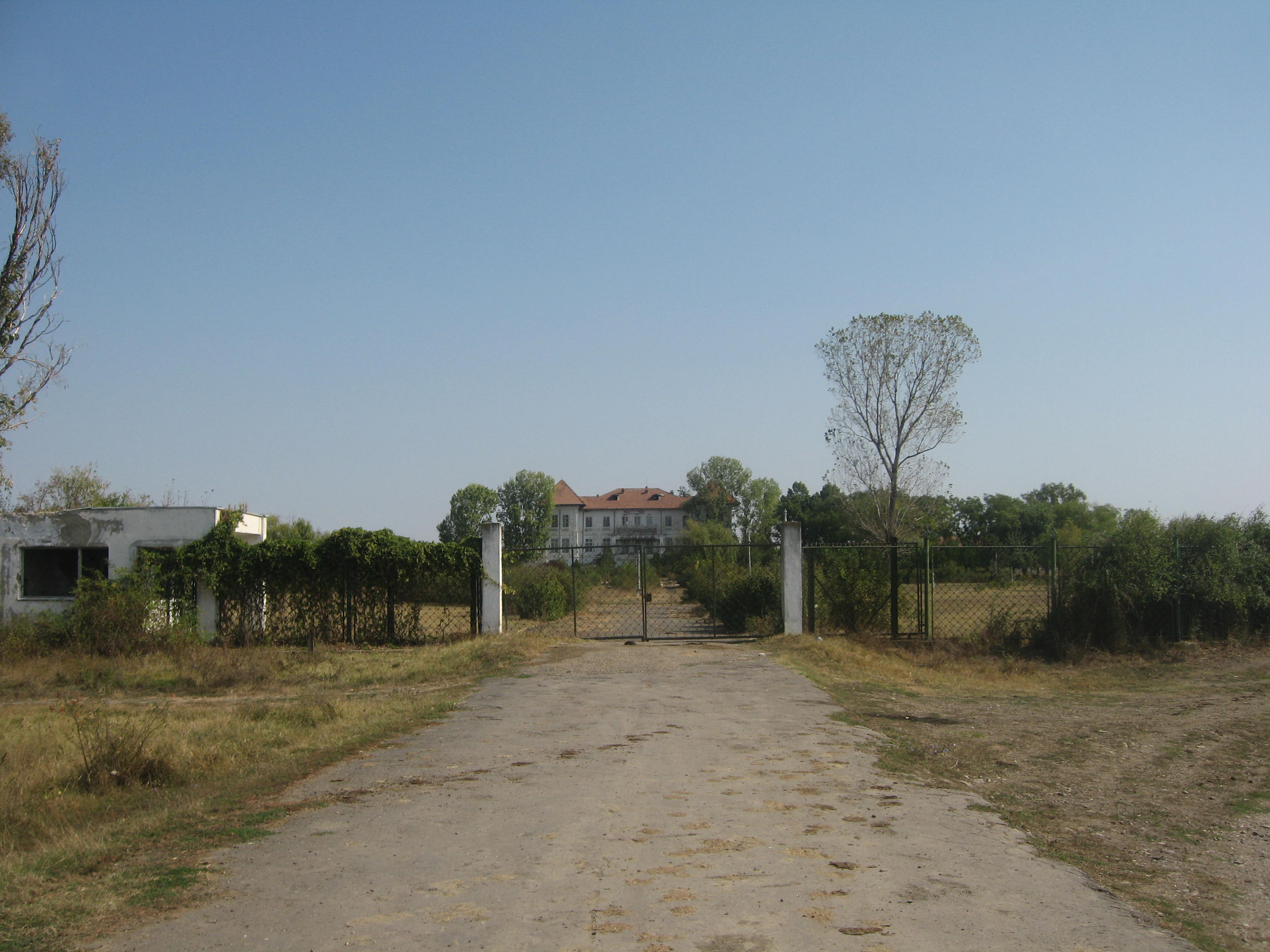
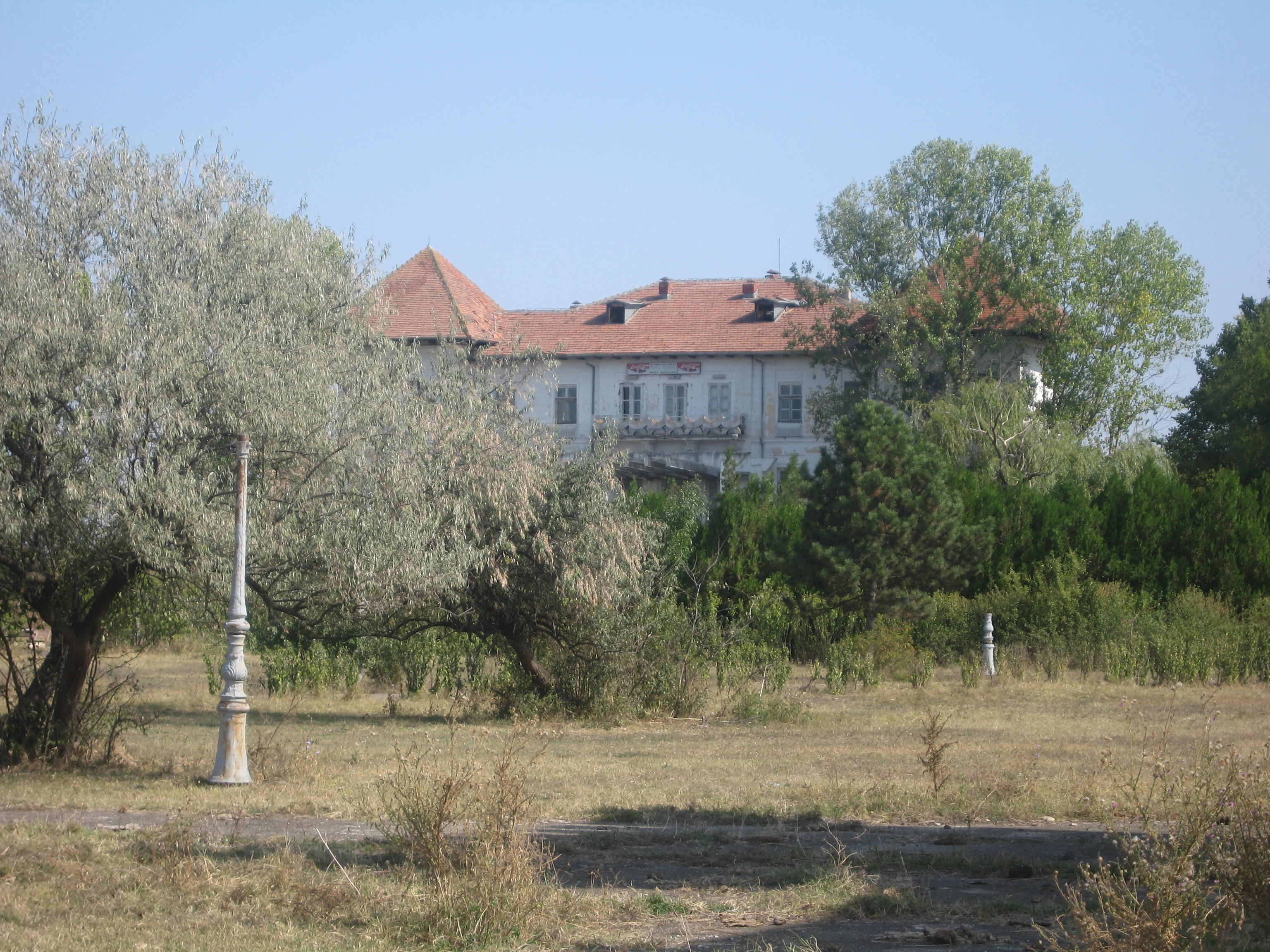

1. ↑  http://www.europeana.eu/portal/record/2020716/HA_GL_II_m_B_03123.html

- Datos: Q18539190
- Multimedia: Costache Conachi mansion in Țigănești, Galați / Q18539190